# Битва за Хыров
Би́тва за Хы́ров — сражение между Украинской Галицкой Армией и польскими войсками за Хыров в ходе Польско-украинской войны с 5 по 16 декабря 1918 года. Город имел важное стратегическое значение в боях за Перемышль, поэтому удержать его было важно для обеих сторон.
5 декабря украинская армия штурмом взяла город, хотя численность противника в два раза превосходила её. После этого УГА развернула наступление на Перемышль, но 12 декабря поляки перешли на этом участке фронта в контрнаступление. После боёв на подходах к Хырову поляки 16 декабря вновь овладели городом, после чего линия фронта на этом участке не менялась до января 1919 года.